# 榎本神社
榎本神社（えのもとじんじゃ）は、奈良県奈良市にある春日大社の境内摂社である。式内社。
春日大社本殿廻廊の西南隅に春日造の小さな社殿が設けられている。

## 祭神
現在の祭神は猿田彦大神とされているが、中世までは巨勢姫明神という女神であるとされていた。寛文3年（1603年）の文献に猿田彦大神とある。
延喜式神名帳には「大和国添上郡 春日神社」と記載されており（現在の春日大社は「春日祭神」と記載）、元々の神名は「春日神」ということになる。榎本神社の祭神は当地の地主神であり、春日大社が春日野に創建される以前から、この地を拠点としていた春日氏によって祀られていた神であるとされる。

## 歴史
延喜式神名帳には「春日神社」と記載される。「榎本」の名の初出は、応徳元年（1084年）の『皇代記断簡』の「榎本明神前」という記述である。江戸時代には「榎本社」と呼ばれていたが、明治9年に「式内春日神社」と改称した。

## 伝承
榎本神社については、次のような土地交換説話がある。
この話には以下のような別の説もあり、俗に「つんぼ春日に土地三尺借りる」と呼ばれる。
いずれにしても、榎本神社の祭神がこの土地の元々の神と考えられていたということである。明治時代までは、春日大社の参詣者は、まず榎本神社に参拝し、柱を握り拳で何度も叩きながら（榎本の神は耳が遠いので）「春日さん、お参りました」などと言い、榎本神社の祠の周りを廻った後に本殿に参るという慣習があった。